# Коровиця-Голодівська
Коровиця Голодівська (пол. Krowica Hołodowska) — село в Польщі, у гміні Любачів Любачівського повіту Підкарпатського воєводства.
Населення — 468 осіб (2011).

## Назва
У 1977-1981 рр. в ході кампанії ліквідації українських назв село Коровиця Голодівська перейменували на Кровіца Любачовска (пол. Krowica Lubaczowska).

## Історія
У 1939 році в селі проживало 1660 мешканців, з них 940 українців-грекокатоликів, 560 українців-римокатоликів, 90 поляків і 70 євреїв. Село входило до ґміни Лісє Ями Любачівського повіту Львівського воєводства.
У середині вересня 1939 року німці окупували село, однак вже 26 вересня 1939 року мусіли відступити, оскільки за пактом Ріббентропа-Молотова територія належала до радянської зони впливу. 17 січня 1940 р. село включене до Любачівського району Львівської області. В червні 1941, з початком Радянсько-німецької війни, село знову було окуповане німцями. В липні 1944 року радянські війська зайняли село.
У жовтні 1944 року село у складі західних районів Львівської області віддане Польщі, поляки почали терор, грабуючи й убиваючи українців.
22.02.1945 польською міліцією вбито 2 осіб, спалено 2 господарства.
3.04.1945 польською міліцією вбито Стронцького Івана, а в Серпенського Івана забрано 2 корови.
У квітні 1945 радянські прикордонники вбили Петра Даніва.
24.04.1945 польською міліцією вбито 4 особи.
За неповними даними (через виїзд населення і неможливість отримати інформацію) було вбито 28 осіб і спалено 14 господарств.
Українське населення вивезено до СРСР та на понімецькі землі.
У 1975-1998 роках село належало до Перемишльського воєводства.

## Демографія
Демографічна структура станом на 31 березня 2011 року:
|          | Загалом | Допрацездатний вік | Працездатний вік | Постпрацездатний вік |
| -------- | ------- | ------------------ | ---------------- | -------------------- |
| Чоловіки | 235     | 57                 | 151              | 27                   |
| Жінки    | 233     | 47                 | 136              | 50                   |
| Разом    | 468     | 104                | 287              | 77                   |

## Відомі особистості
В поселенні народився:
- Михайло Ждан (1906—1975) — український історик.